# Southsea
Southsea is een plaats en civil parish in het bestuurlijke gebied Portsmouth, in het Engelse graafschap Hampshire.

## Geboren in Southsea
- Houston Stewart Chamberlain (1855-1927), schrijver
- Frances Yates (1899-1981), historica
- Peter Sellers (1925-1980), acteur en komiek
- Roger Kitter (1949-2015), acteur en komiek

## Extere link
- (en)  Southsea Town Council